# Manuel Prada
Manuel Prada (San José de Costa Rica, 7 de gener de 1904 -, [...?]) fou un fabricant d'instruments de corda.
Graduat de batxiller en Humanitats del Liceu de Costa Rica el 1922. Fill de Jesús Prada, heretà d'aquest el taller i la seva especialitat en la fabricació de guitarres i de violins, en la qual emprava una tècnica admirable.
Dedicat per complet al seu art, adquirí renom en diverses Exposicions va assolir el produir els seus instruments dotats d'una afinació i una sonoritat sorprenent.